# 9-та гвардійська повітряно-десантна дивізія (СРСР)
9-та Гвардійська повітряно-десантна Полтавська Червонопрапорна орденів Суворова 2-го ступеня і Кутузова 2-го ступеня дивізія — повітряно-десантна дивізія, військове з'єднання повітряно-десантних військ Радянського Союзу в часи німецько-радянської війни.

## Історія з'єднання
Дивізія сформована 15 грудня 1942 року згідно з наказом ставки ВГК № 00253 від 8 грудня 1942 року в Московській області на базі 204-ї, 211-ї повітряно-десантних бригад і 1-ї маневренної повітряно-десантної бригади як 9-та гвардійська повітряно-десантна дивізія.
Всю війну бойові дії вела як стрілецьке з'єднання в складі військ 1-ї ударної, а з травня 1943 року — 5-ї гвардійської армії Північно-Західного, Степового, Воронезького, 2-го і 1-го Українських фронтів.
Брала участь в Староруській операції, битві на Курській дузі, у визволенні Лівобережної України, у Кіровоградській, Умансько-Ботошанській, Львівській-Сандомирській, Сандомирско-Сілезькій, Нижньосілезькій і Верхньосілезькій наступальних операціях, битві за Берлін і звільненні Праги.
З'єднання відзначилося в боях за визволення Полтави. Генерал армії Жадов згадував ці події:
| «Отримавши директиву фронту, я зі штабом розробив наступний план дій. 32-му гвардійському стрілецькому корпусу (97-ма, 13-та і 66-та гвардійські стрілецькі дивізії) ставилося завдання наступати в напрямку Решетилівка, Власівка, стрімко обійти Полтаву з північного сходу і відрізати шляхи відходу противнику до Дніпра. 33-й гвардійський стрілецький корпус (95-та гвардійська стрілецька і 9-та гвардійська повітряно-десантна дивізії), наступаючи на Полтаву зі сходу, повинен був штурмом оволодіти містом. В резерві армії залишалася 6-та гвардійська повітряно-десантна дивізія в готовності завдати удару в напрямку Граки. 22 вересня на світанку після потужного артилерійського вогневого нальоту війська армії почали форсування річки: 32-й гвардійський стрілецький корпус - на ділянці Підворівка, Голоди, 33-й гвардійський стрілецький корпус - на ділянці Оліпери, Вакуленці, станція Полтава-Південна. Безпосередньо під Полтавою події розвивалися наступним чином. О 19-й годині 22 вересні 95-та гвардійська стрілецька і 9-та гвардійська повітряно-десантна дивізії, тісно взаємодіючи з частинами 84-ї Харківської стрілецької дивізії, що наступала з півдня, почали штурм міста. Гітлерівці відчайдушно чинили опір. Протягом ночі йшли гарячі сутички на кожній вулиці... У наполегливих вуличних боях частини цих з'єднань до ранку 23 вересня очистили Полтаву від німецько-фашистських загарбників». Оригінальний текст (рос.) «Получив директиву фронта, я со штабом разработал следующий план действий. 32-му гвардейскому стрелковому корпусу (97, 13 и 66-я гвардейские стрелковые дивизии) ставилась задача наступать в направлении Решетиловка, Власовка, стремительно обойти Полтаву с северо-востока и отрезать пути отхода противнику к Днепру. 33-й гвардейский стрелковый корпус (95-я гвардейская стрелковая и 9-я гвардейская воздушно-десантная дивизии), наступая на Полтаву с востока, должен был штурмом овладеть городом. В резерве армии оставалась 6-я гвардейская воздушно-десантная дивизия в готовности нанести удар в направлении Грачи. 22 сентября на рассвете после мощного артиллерийского огневого налета войска армии начали форсирование реки: 32-й гвардейский стрелковый корпус — на участке Подворовка, Голоды; 33-й гвардейский стрелковый корпус — на участке Олиперы, Вакуленцы, станция Полтава-южная. Непосредственно у Полтавы события развивались следующим образом. В 19 часов 22 сентября 95-я гвардейская стрелковая и 9-я гвардейская воздушно-десантная дивизии, тесно взаимодействуя с частями 84-й Харьковской стрелковой дивизии, наступавшими с юга, начали штурм города. Гитлеровцы отчаянно сопротивлялись. В течение ночи шли горячие схватки на каждой улице… В упорных уличных боях части этих соединений к утру 23 сентября очистили Полтаву от немецко-фашистских захватчиков». |
В ознаменування здобутої перемоги наказом Верховного головнокомандувача від 23 вересня 1943 року № 22 9-та гвардійська повітряно-десантна дивізія полковника Сазонова удостоєна почесного найменування «Полтавська».
В березні 1944 року 9-та гвардійська Полтавська повітряно-десантна дивізія, форсувавши Південний Буг в районі Іванівки, 22 березня штурмом спільно з іншими з'єднаннями оволоділа містом Первомайськ, а в ніч на 13 квітня частини дивізії вийшли до Дністра, форсували його і звільнили місто Григоріополь. За мужність, виявлену при звільненні Первомайська, 9-та гвардійська дивізія нагороджена орденом Червоного Прапора.
За бойові заслуги дивізія нагороджена орденами Суворова 2-го ступеня і Кутузова 2-го ступеня дивізія. 9 тисяч її воїнів нагороджені орденами і медалями, одинадцяти присвоєно звання Герой Радянського Союзу.
У 1945 році дивізія переформована. На її базі 19 червня 1945 року була сформована 116-та гвардійська стрілецька дивізія.

## Бойовий склад
- 23-й гвардійський парашутно-десантний полк,
- 26-й гвардійський парашутно-десантний полк,
- 28-й гвардійський парашутно-десантний полк,
- 7-й гвардійський артилерійський полк,
- 10-й гвардійський окремий винищувальний протитанковий дивізіон,
- 8-ма гвардійська розвідувальна рота,
- 10-й гвардійський саперний батальйон,
- 1-ша гвардійська окрема рота зв'язку,
- 2-й медико-санітарний батальйон,
- 3-тя гвардійська окрема рота хімзахисту,
- 4-та автотранспортна рота,
- 5-та польова хлібопекарня,
- 14-й дивізійний ветеринарний лазарет,
- 2629-та польова поштова станція,
- 1821-ша польова каса Держбанку.

## Командири
Згідно з наказом ВГК від 8 грудня 1942 року № 00253 першим командиром дивізії мав стати генерал-майор Соловйов Ф. Я., але він в командування з'єднанням так і не вступив. Дивізією командували:
- гвардії полковник Грачов М. В. (10.12.1942 — 13.01.1943, виконував обов'язки);
- гвардії полковник Виндушев К. М. (13.01.1943 — 19.03.1943);
- гвардії полковник, з вересня 1943 року генерал-майор Сазонов О. М. (19.03.1943 — 06.03.1944);
- гвардії генерал-майор Пічугин І. П. (20.03.1944 — 06.08.1944)
- гвардії полковник Афанасьєв Ф. А.(12.08.1944 — 30.08.1944)
- гвардії полковник Шумєев П. І. (06.09.1944 — 01.05.1945)
- гвардії полковник Голуб Є. М. (02.05.1945 — 12.06.1945)